# André Lhote
André Lhote (Bordeaux, 5 luglio 1885 – Parigi, 25 gennaio 1962) è stato un pittore francese.

## Biografia
Nel 1897, all'età di dodici anni, cominciò l'apprendistato da un mobiliere locale per imparare ad intagliare e a scolpire il legno.
Nel 1898 si iscrisse alla Scuola di Belle Arti di Bordeaux, dove studiò scultura decorativa fino al 1904.
In questi anni dipinse nel tempo libero, finché nel 1905 lasciò definitivamente lo studio della scultura per dedicarsi esclusivamente alla pittura.
Nel 1906 si trasferì a Parigi, dove cominciò ad esporre in importanti saloni e gallerie.
Nelle opere di questo periodo si nota l'influenza che su di lui ebbero Paul Gauguin, Paul Cézanne e i Fauves.
Tuttavia, ben presto Lhote si spostò verso il cubismo, esibendosi in mostre cubiste a partire dal 1912.
Fu soprattutto il rigore costruttivo del movimento cubista ad attrarlo e a fargli sviluppare uno stile razionale e geometrico, cercando contemporaneamente di conservare un legame con la pittura tradizionale, mettendo su tela soggetti figurativi presi dalla vita di tutti i giorni, come ritratti, paesaggi e nature morte.
Lo scoppio della prima guerra mondiale interruppe momentaneamente il suo lavoro, che riprese dopo il congedo dall'esercito nel 1917, quando tornò a produrre opere in stile cubista.
Nel 1918 fu tra i fondatori della Nouvelle Revue Française, il giornale d'arte a cui contribuì scrivendo articoli fino al 1940.
Lhote è infatti ricordato anche per essere autore di pregevoli scritti teorici sull'arte, come il Trattato della figura, edito nel 1950.
In questi anni tenne molte conferenze e insegnò in diverse prestigiose accademie e scuole d'arte di Parigi, compresa la scuola da lui fondata a Montparnasse; tra i suoi allievi vi fu lo svedese Bengt Lindström.
Negli ultimi anni della sua vita ricevette numerosi premi per la sua carriera, che continuò con decorazioni e murali, come quelli della facoltà di medicina di Bordeaux eseguiti nel 1957.
André Lhote morì a Parigi il 25 gennaio 1962.